# Міжнародний пакт про громадянські та політичні права
Міжнаро́дний пакт про громадя́нські та політи́чні права́ — пакт Організації Об'єднаних Націй, в основу якого покладено Загальну декларацію прав людини. Прийнято 16 грудня 1966 року, набув чинності 23 березня 1976 року. Пакт є міжнародним договором і має обов'язкову силу для 167 держав-учасників, станом на квітень 2010 року. Крім держав-учасників, пакт підписаний ще 7 країнами.
Пакт ратифіковано Указом Президії ВР СРСР 18 вересня 1973 року.
Нагляд за виконанням пакту здійснює Комітет з прав людини ООН, розглядаючи доповіді країн-учасниць, публікуючи коментарі («зауваження загального порядку») до пакту та розглядаючи скарги на порушення пакту країнами-учасницями першого факультативного протоколу.

## Історія
Загальна декларація прав людини вперше закріпила перелік політичних, соціально-економічних та культурних прав людини. Оскільки цей документ мав форму резолюції Генеральної Асамблеї ООН, він мав рекомендаційний характер і не міг визнаватися як юридично обов'язковий. Саме тому Генеральна Асамблея доручила одночасно Комісії з прав людини через Економічну та Соціальну Раду розробити єдиний пакт про права людини, що охоплював би широкий перелік основних прав і свобод.
На основі Загальної декларації прав людини Комісія ООН з прав людини розробила запропоновані в 1966 р. для прийняття юридично обов'язкові документи — Міжнародний пакт про громадянські та політичні права та Міжнародний пакт про економічні, соціальні і культурні права, які найповніше визначили перелік та зміст основних прав людини. Обидва документи набрали чинності в 1976 р. після ратифікації їх, як було обумовлено, 35 країнами. Зміст пактів закріпив різний рівень обов'язковості їх положень для держав-учасниць

## Структура пакту
Складається з преамбули, 53 статей, дві третини яких присвячені безпосередньо правам людини і 2 Факультативних протоколів. Осн. частина істотних положень документа присвячена захисту традиційних громадян, (особистих) і політ, прав, які викладені у Загальній декларації прав людини 1948 і закріплені у Пакті.
- Преамбула
- Частина I (ст. 1) — право народів на самовизначення;
- Частина II (ст. 2 — 5) — порядок виконання передбачених пактом зобов'язань;
- Частина III (ст. 6 — 27) — каталог прав;
- Частина IV (ст. 28 — 45) — правила діяльності комітету з прав людини;
- Частина V (ст. 46 — 47) — правила тлумачення пакту;
- Частина VI (ст. 48 — 53) — порядок підписання та набрання чинності пакту.

## Каталог прав
- Стаття 1 — право народів на самовизначення;
- Стаття 6 — право на життя;
- Стаття 7 — заборона тортур;
- Стаття 8 — заборона рабства та примусової праці;
- Стаття 9 — право на свободу та особисту недоторканність;
- Стаття 10 — право осіб, позбавлених волі, на гуманне поводження та повагу гідності;
- Стаття 11 — заборона позбавлення волі за борги;
- Стаття 12 — право на вільне пересування та свобода вибору місця проживання;
- Стаття 13 — обмеження можливості висилки іноземців;
- Стаття 14 — рівність перед судом, презумпція невинності, заборона повторного засудження, право на перегляд засудження та інші процесуальні права;
- Стаття 15 —  заборону кримінального засудження за дії, не визнавати злочинними під час їх вчинення;
- Стаття 16 — право на визнання правосуб'єктності;
- Стаття 17 — заборона втручання в особисте та сімейне життя, недоторканність житла, таємниця кореспонденції та захист від незаконних посягань на честь та репутацію;
- Стаття 18 — право на свободу думки, совісті та релігії;
- Стаття 19 — свобода слова;
- Стаття 20 — заборону пропаганди війни та виступів на користь національної, расової чи релігійної ненависті, що являють собою підбурювання до дискримінації, ворожнечі або насильства;
- Стаття 21 — свобода зборів;
- Стаття 22 — свобода асоціацій;
- Стаття 24 — права дітей;
- Стаття 25 — право брати участь у веденні державних справ, голосувати і бути обраним;
- Стаття 26 — рівність перед законом, заборона дискримінації;
- Стаття 27 — права етнічних, релігійних та мовних меншин.

## Факультативні протоколи
Факультативний протокол до Пакту про громадянські і політичні права, що передбачає процедуру розгляду повідомлень про порушення державами-учасниками пакту, прийнятий та відкритий для підписання 16 грудня 1966 року, набув чинності 23 березня 1976 року. Ратифікований ВР СРСР 5 липня 1991 р.
Другий факультативний протокол до Міжнародного пакту про громадянські та політичні права, спрямований на скасування смертної кари, прийнятий 15 грудня 1989 року резолюцією 44/128 Генеральної Асамблеї на її 82-му пленарному засіданні, набув чинності 1991 року.

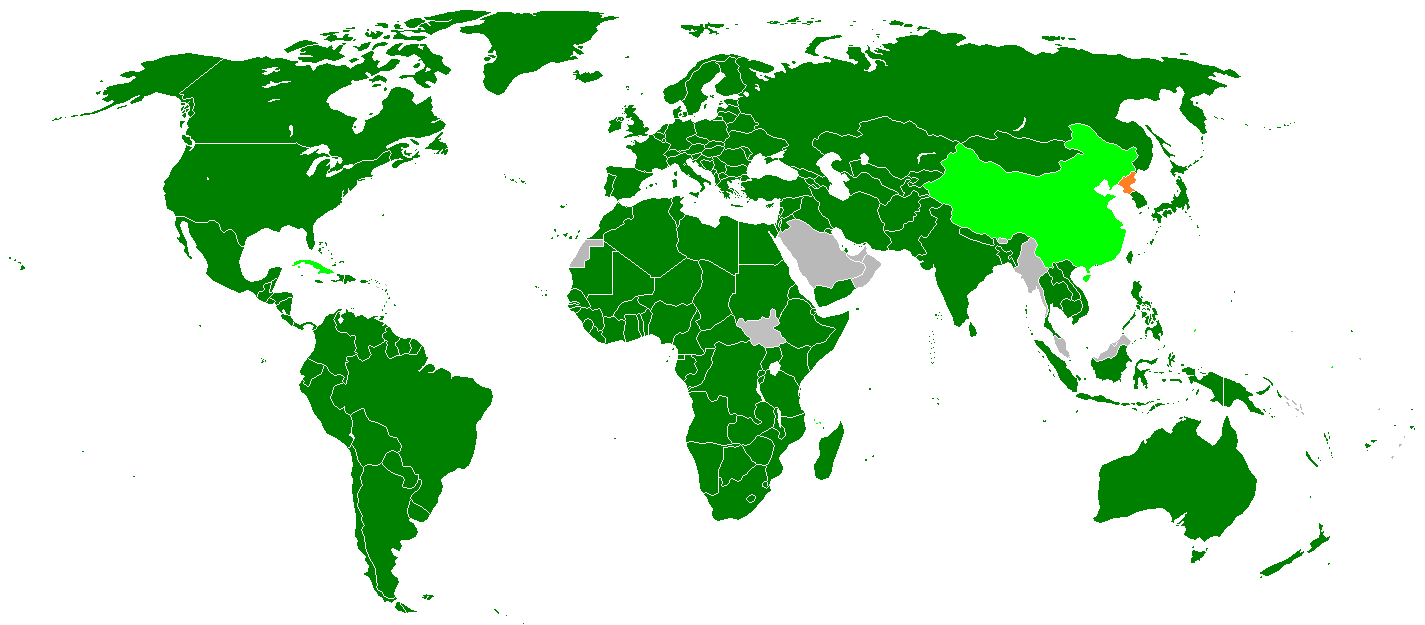
Держави-учасниці виділені темно-зеленим

## Нагляд за дотриманням Пакту
Контроль за дотриманням норм Пакту, включаючи розгляд індивідуальних скарг, здійснює міжнародний орган — Комітет із прав людини.
Перший факультативний протокол до Міжнародного пакту про громадянські та політичні права, підписаний у 1966 р., надав Комітету із прав людини компетенцію приймати та розглядати повідомлення (скарги) від осіб про те, що вони є жертвами порушень державою-учасницею Пакту та цього протоколу якогось із прав, викладених у Пакті. Україна ратифікувала Протокол і визнає юрисдикцію Комітету.
Протокол передбачає такі умови звернення до Комітету:
- звертатися до Комітету можуть лише особи, що перебувають під юрисдикцією держав, які ратифікували Пакт про громадянські та політичні права 1966 р. та І Факультативний протокол до нього;
- порушення має стосуватися громадянських та політичних прав людини, передбачених цим Пактом;
- звернення може бути прийняте Комітетом до розгляду лише за умови, якщо було вичерпано усі національні засоби захисту порушеного права;
- звернення не може бути прийнятим до розгляду, якщо воно подане анонімно або є проявом зловживання правом на звернення.

За результатами розгляду звернення Комітет приймає резолюції, які підлягають обов'язковому виконанню відповідною державою у 6-місячний строк.
Комітет з прав людини згідно з Пактом про громадянські і політичні права 1966 р. наділений загальною компетенцією у сфері захисту прав людини, а згідно з І Факультативним протоколом до Пакту 1966 р. — петиційною компетенцією. Таким чином, у відносинах з державами, які приєдналися і до Пакту, і до І Факультативного протоколу, Комітет має загальну і петиційну компетенцію, а у відносинах з державами, які приєдналися лише до Пакту — загальну компетенцію.